# Секгома I
Секгома I (*бл. 1815 — 1883) — кгосі (володар) бамангвато-цвана в 1835-1857, 1859-1866 і 1873-1875 роках.

## Життєпис
Син кгосі Кгарі. Народився близько 1815 року. 1835 року після смерті старшого брата Кхмами II вступив у боротьбу проти зведеного брата Маченга, якому суттєву допомогу надав клан його матері МмаКхами. Доволі швидко Секгома здоув перемогу, змусивши супротивника тікати до племені баквена.
У 1844 році підкинув вимогу посланців Мзіліказі, інкосі Матабеле, щодо сплати данини, наказавши стратити послів. У 1845—1846 роках відбив усі напади Матабеле. 1848 року завдав поразки племені бакаа, захопивши їх резиденцію Шошонг, яку перетворив у свою столицю.
У 1857 році зазнав поразки від Сечеле I, кгосі баквена, втративши владу. Новим правителем бамангвато став Маченг. Після повернення загонів баквена на батьківщину, Секгома I виступив проти Маченга, якому 1859 року завдав поразки, змусивши тікати.
У 1860 року у Секгоми I почали погіршуватися відносини із синами на чолі із Кхамою, які прийняли англіканство. Кгосі вбачав в цьому занедбання традиційних звичаїв. У 1863 році у битв біля Шошонга завдав поразки Матабеле.
У 1865 році конфлікт синами переріс у збройне протистояння. Цим скористався Машенг, що 1866 року вдруге повалив Секгому I, захопивши владу. Останній мав лише підтримку родичів за материнською лінією та деяких вождів з Квененгу. 1872 року його син Кхама повалив Маченга. Але 1873 року Секгома I сам повалив сина, повернувшись до влади.
1875 року Секгому I було повалено Кхамою, після чого той втік на південний захід. Згодом отримав дозвіл повернутися до Шошонгу, де помер 1883 року.